# Marcia (hija de Aulo Cremucio Cordo)
Marcia, (Roma, siglo I)  fue una romana hija del historiador Aulo Cremucio Cordo, conocida por salvar la obra de su padre, los Anales. y por la obra que el filósofo Séneca le dedicó, Consolación a Marcia.

## Trayectoria
Poco se sabe de Marcia, salvo que era hija de Aulo Cremucio Cordo, un historiador de ideas republicanas, condenado post mortem por el emperador Tiberio por el delito de lesa majestad. Este delito exigía que se quemaran todos los ejemplares de su obra, tal como relató Tácito en su obra Anales al referirse a la censura. Marcia arriesgó su vida escondiendo el único ejemplar de la obra de su padre, los Anales, gracias a lo cual se salvó de la destrucción y por tanto de la censura, hasta que Calígula levantó la prohibición de la obra de su padre y ella encargó nuevas copias para su circulación.
Marcia era una gran lectora con interés por la filosofía a quien Séneca le dedicó el ensayo Consolación a Marcia en el que señaló «las mujeres tienen el mismo poder intelectual que los hombres, y la misma capacidad para las acciones nobles y generosas». Fue escrito para consolar a Marcia ante la muerte de un hijo. Pero aprovechó para alabar también a su padre y la protección de su obra que ella había realizado.
La valentía de Marcia frente a la censura del poder es citada como un ejemplo de que la censura al poner de relieve la obra de los castigados acrecienta su fama y le da gloria a quienes pretendía castigar, así como del valor de aquellos rebeldes gracias a los cuales textos prohibidos se mantienen vivos hasta nuestros días.